# Waldersee (Dessau-Roßlau)
Waldersee ist eine Ortschaft von Dessau-Roßlau, einer kreisfreien Stadt in Sachsen-Anhalt. Sie entstand aus den beiden früheren Orten Jonitz und Naundorf.

## Geografie

### Lage
Waldersee liegt rund drei Kilometer östlich vom Stadtzentrum Dessaus an der Landstraße 133. Der Ort befindet sich inmitten einer Auenlandschaft rund vier Kilometer von der Mündung der Mulde in die Elbe. Durch diese Lage wird Waldersee bei der jährlichen Schneeschmelze und bei länger anhaltendem Starkregen wegen des Ansteigens der Flusspegel häufig durch Hochwasser bedroht. Zuletzt wurde der 60 m ü. NHN gelegene Ort 2002 beim Jahrhunderthochwasser vollständig überflutet.
Im Norden grenzt Waldersee an das Biosphärenreservat Mittelelbe.

### Siedlungsgeographie
Der Ortsteil Waldersee ist großflächig überwiegend mit Einfamilienhäusern bebaut. Er verfügt in der Ortsmitte über ein kleines, jedoch ausreichendes Einzelhandels- und Dienstleistungsangebot. Für die darüber hinaus gehende Nahversorgung besteht eine ÖPNV-Anbindung an das Dessauer Stadtzentrum.

## Geschichte
Im Jahr 1159 wurde Naundorf erstmals erwähnt, als das Kloster Ballenstedt seine beiden slawischen Weiler Nimiz und Nauzedele an flämische Siedler verkauft. Diese bildeten daraus ein Dorf namens Nyendorp (Naundorf). Damit ist Naundorf älter als Dessau selbst und gilt als das älteste Dorf Anhalts.
Die Burg Waldeser, nördlich von Waldersee am Zusammenfluss von Mulde und Pelze gelegen, wurde im Jahr 1212 erstmals erwähnt und bestand bis 1341, nachdem sie zuvor von einem Hochwasser zerstört worden war.
1339 kam Naundorf in den Besitz der anhaltischen Fürsten und wurde 1433 vom Rat der Stadt Dessau als Mark Naundorf erworben und um 1439 verwüstet. 1512 erwarb Fürst Ernst von Anhalt das Dorf Jonitz von der Abtei Nienburg. Im Jahr 1707 kaufte Fürst Leopold von Anhalt-Dessau die Mark Naundorf von der Stadt zurück, richtet dort ein Vorwerk ein und ließ einen Hochwasserschutzwall bauen, den sogenannten Schwedenwall. Von 1722 bis 1725 wurde in Jonitz die Kirche gebaut. Ihren charakteristischen Turm erhielt sie jedoch erst zwischen 1816 und 1822. 1729 wurde eine fürstliche Wassermühle, die Jonitzer Mühle errichtet.
Fürst Franz erwarb 1753 den Vogelherd bei Jonitz. Auf dem Gelände entstand ab 1774 nach Entwürfen von Friedrich Wilhelm von Erdmannsdorff ein kleines Schlösschen und durch Gartenbaumeister Johann Friedrich Eyserbeck ein Garten für seine Frau Luise, das Luisium. Zwischen 1784 und 1786 entstand am Ortsausgang Richtung Wörlitz die Gustavusburg, auch Schwedenhaus genannt.
1893 bekam Jonitz einen Bahnanschluss durch die Dessau-Wörlitzer Eisenbahn und einen Bahnhof; ein Jahr später eröffnete die Reichspost die erste Postagentur des Ortes. Seit 1899 ist Jonitz an das Gasversorgungsnetz der Deutschen Continental-Gas-Gesellschaft angeschlossen.
Die Orte Jonitz und Naundorf wurden am 1. Mai 1930 nach Dessau eingemeindet, jedoch bereits am 15. April 1933 wieder ausgegliedert. Am 1. April 1935 wurden beide Gemeinden unter dem Namen Jonitz-Naundorf vereinigt und am 31. Juli 1935, in Anlehnung an das alte Waldeser, in Waldersee umbenannt.
Für die Werktätigen der im Rahmen der deutschen Aufrüstung geschaffenen Junkers Flugzeug- und Motorenwerke in Dessau wurde in Waldersee eine Junkers-Siedlung mit 512 Häusern errichtet. Während des Zweiten Weltkrieges fielen 130 Einwohner. In den letzten Kriegstagen kam es zum Einsatz des Volkssturmes. Auf Drängen der Bevölkerung wurden Verhandlungen mit den heranrückenden US-amerikanischen Truppen aufgenommen, die am 23. April 1945 zur Besetzung des Ortes führten. Entsprechend den alliierten Vereinbarungen von Jalta wurde der Ort nach Abzug der amerikanischen Streitkräfte am 4. Mai 1945 der Roten Armee übergeben.
Am 1. November 1945 wurde die Gemeinde Waldersee erneut nach Dessau eingemeindet. In der unmittelbaren Nachkriegszeit nahm der Ort 700 Evakuierte aus dem stark zerstörten Dessau sowie rund 1.000 Umsiedler auf.
1953 wurde in Waldersee ein Zweigbetrieb der VEB Elektromotorenwerke Dessau geschaffen.
Seit der Umsetzung des Chemieprogramms der DDR belasteten Schadstoffe aus Abwassereinleitungen der Industrie im Raum Bitterfeld die durch Waldersee führende Mulde so stark, dass die Trinkwasserversorgung des Ortes zunehmend beeinträchtigt wurde. Da Abhilfe von staatlicher Seite nicht bereitgestellt wurde, bildete sich Anfang der 70er-Jahre im Ort eine Interessengemeinschaft Wasserleitungsbau: Bürger verlegten in Eigenleistung an Wochenenden und nach Feierabend (Feierabendbrigade) Wasserleitungen für ein neues Trinkwassernetz.
Im August 2002 kam es durch gleichzeitiges Hochwasser von Mulde und Elbe zum Bruch des Schwedenwalls und einer Überschwemmung Waldersees. Im Ort stand das Wasser teilweise über zwei Meter hoch und floss nur sehr langsam ab. Erst nach 32 Tagen, am 13. September, konnte der Katastrophenalarm für Dessau aufgehoben werden.

## Hochwasser

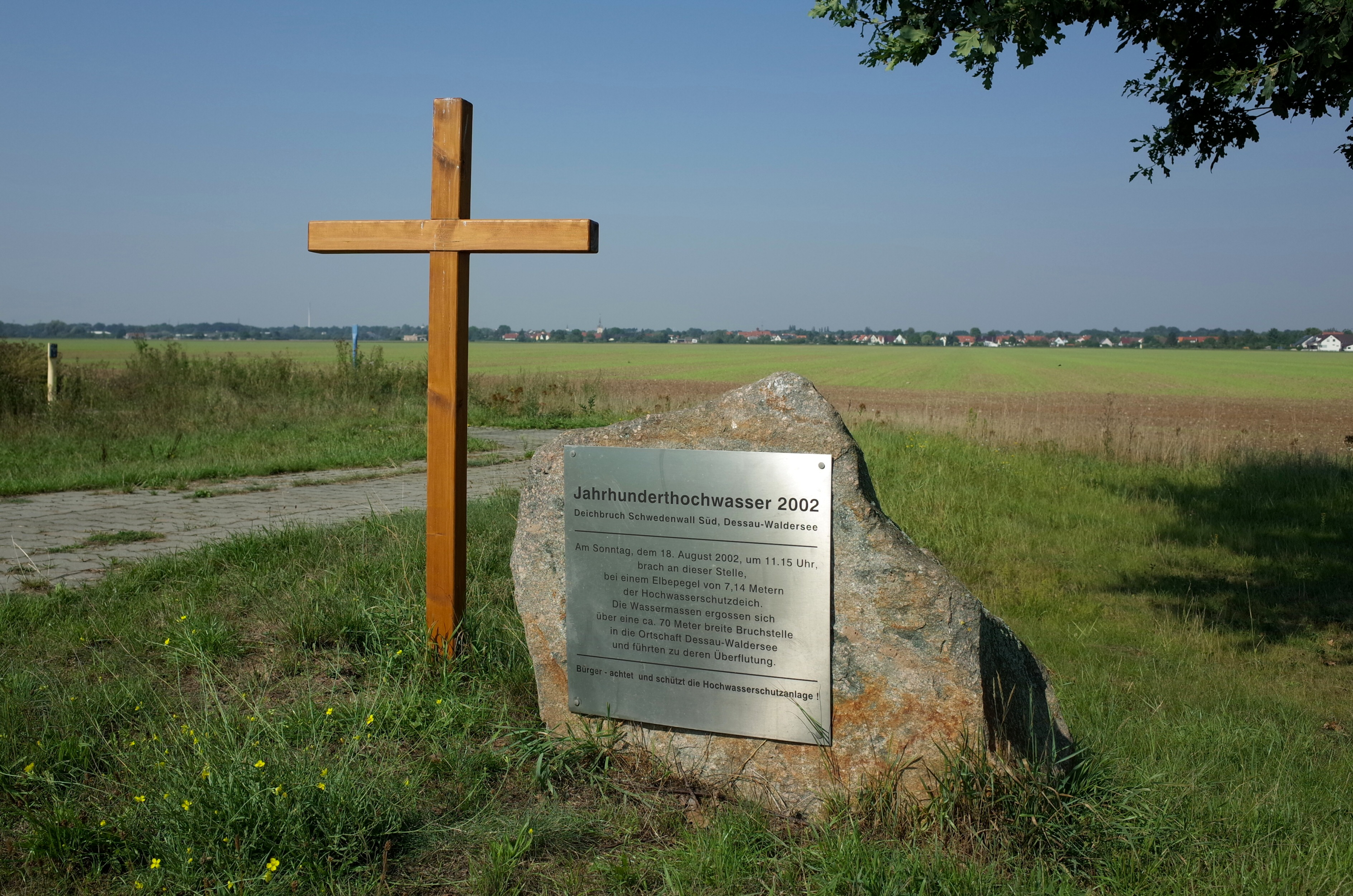
Gedenkstein (Hochwasserkatastrophe 2002)

Waldersee bzw. die Vorläuferorte Jonitz und Naundorf waren durch die besondere Lage im Auengebiet schon immer hochwassergefährdet: Im Sommer 1771 überschwemmte ein gewaltiges Hochwasser Jonitz und alle anderen Orte entlang der Mulde und richtete große Zerstörungen an. Im wenige Jahre zuvor neu angelegten Wörlitzer Park brachen die Deiche. Auch die Jahre 1779, 1808, 1814, 1823 und 1845 gelten als Hochwasserjahre.
Im Juli 1954 ereignete sich ein weiteres Hochwasser von Elbe und Mulde. Wegen der Gefahr von Deichbrüchen musste der Ort evakuiert werden. Den Hilfskräften, darunter Soldaten der Sowjetarmee, gelang es jedoch die Deiche zu halten. Am 9. Dezember 1974 kam es durch Dauerregen zu erneutem Hochwasser und die Walderseer Einwohner wurden wiederum evakuiert. Auch beim Jahrhunderthochwasser 2002 mussten die Einwohner den Ort verlassen, wenige Tage vor der vollständigen Überflutung.
Problematisch sind die über Jahrzehnte aus den Einleitungen der chemischen Industrie am Oberlauf der Mulde stammenden Schadstoffe (z. B. Lindan), die sich u. a. in den Deichen und den Überschwemmungsgebieten abgelagert haben und bei Deichsanierungen, Renaturierungen und anderen Erdarbeiten remobilisiert werden und sich bei Überschwemmungen in die am Unterlauf liegenden Ortschaften wie Waldersee verlagern.

## Bevölkerung
Am 31. Dezember 2011 hatte Waldersee 2.590 Einwohner. Im Gegensatz zur Gesamtstadt Dessau-Roßlau, deren Einwohnerzahl jährlich abnimmt, wird dem Ortsteil eine stabile Einwohnerentwicklung vorhergesagt.

## Kultur und Sehenswürdigkeiten

### Luisium

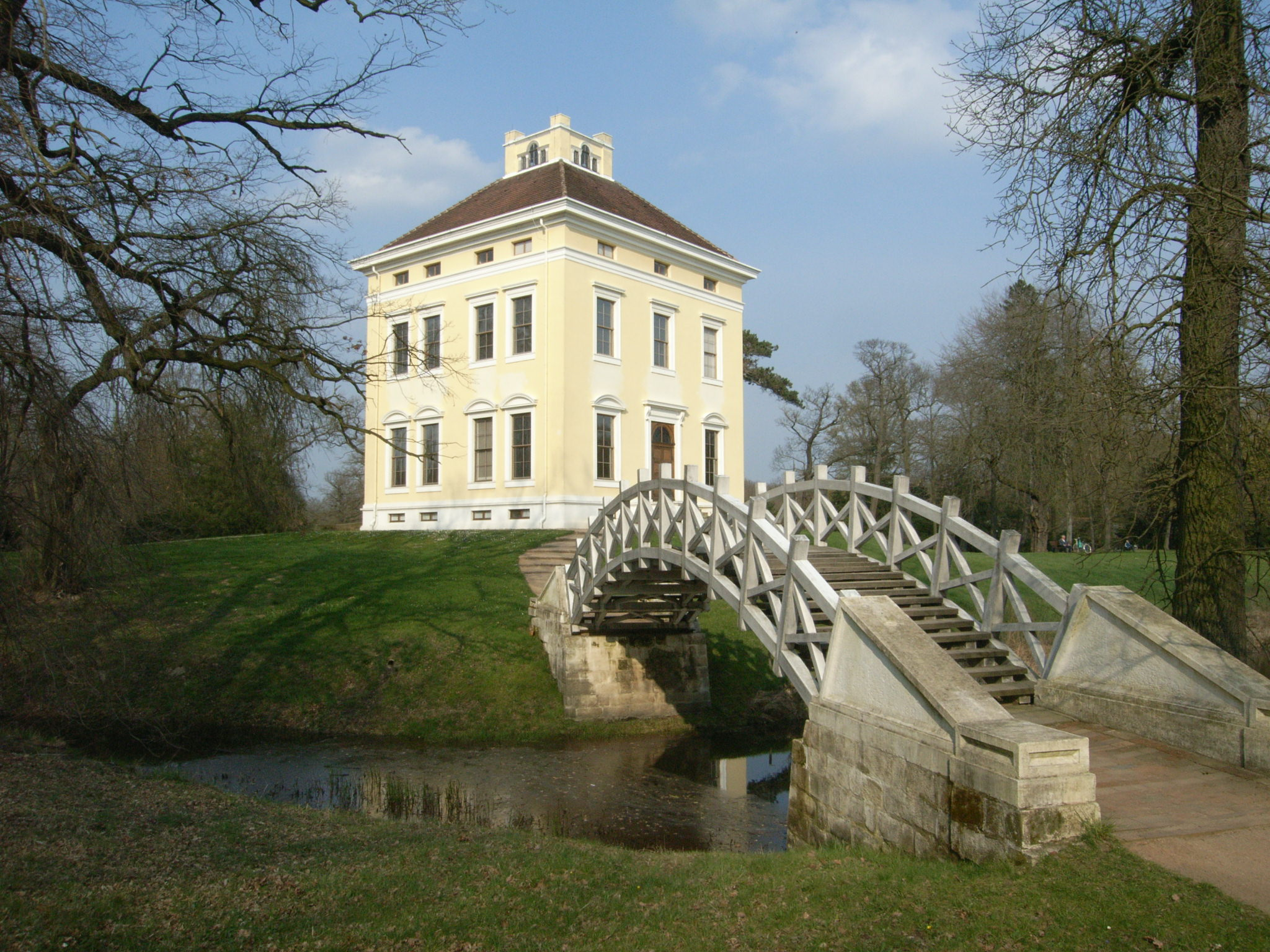
Schloss und Park Luisium

In Waldersee befindet sich das Schloss und die Parkanlage Luisium als Teil des Dessau-Wörlitzer Gartenreichs.

### St.-Bartholomäi-Kirche
Die evangelische St.-Bartholomäi-Kirche wurde 1722 bis 1725 im seinerzeitigen Dorf Jonitz erbaut. Fürst Franz ließ sie ab 1816 im klassizistischen Stil umbauen. Seither verfügt der Kirchturm über einen weithin sichtbaren Obelisken.

### Naturdenkmäler
- Eiche im Vockeroder Elbetal mit einem Brusthöhenumfang von 7,55 m (2015).[10]